# Woodrow Wilson
Thomas Woodrow Wilson, ameriški politik in 28. predsednik ZDA, * 28. december 1856, Staunton, Virginija, ZDA, † 3. februar 1924, Washington, ZDA.
Wilson je bil od leta 1913 do leta 1921 28. predsednik Združenih držav Amerike, v tem času pa je bil član Demokratske stranke. Kot predsednik je nadzoroval sprejemanje progresivnih zakonodajnih politik brez primere do novega dogovora leta 1933. ZDA je leta 1917 vodil tudi v prvo svetovno vojno in vzpostavil aktivno zunanjo politiko, znano kot Wilsonizem. Bil je vodilni arhitekt Društva narodov. 
Wilson je v času državljanske vojne in obnove svoja zgodnja leta preživel na jugu amerike, predvsem v Augusti v državi Georgia. Po doktoratu politologije z univerze Johns Hopkins je Wilson poučeval na različnih šolah, preden je postal predsednik univerze Princeton. Kot župan New Jerseyja od leta 1911 do 1913 je Wilson prekinil s strankarskimi šefi in dobil več progresivnih reform. Njegov uspeh v New Jerseyju mu je omogočil ugled naprednega reformatorja in leta 1912 zmagal v nominaciji za predsednika Demokratične nacionalne konvencije. Wilson je premagal dosedanjega republikanskega predsednika Williama Howarda Tafta in kandidata za napredno stranko nekdanjega predsednika Theodora Roosevelta za zmago na predsedniških volitvah leta 1912 v ZDA in postal prvi Američan iz juga Amerike, ki je bil izvoljen za predsednika po ameriški državljanski vojni. 
V svojem prvem mandatu je Wilson predsedoval sprejetju njegovega progresivnega notranjega programa Nove svobode. Njegova prva glavna prednostna naloga je bila sprejetje zakona o prihodkih iz leta 1913, ki je znižal carine in uvedel zvezni davek na dohodek. Kasneje so davčni zakoni uvedli zvezni davek na nepremičnine in najvišjo stopnjo dohodnine zvišali na 77 odstotkov. Wilson je tudi predsedoval sprejetju zakona o zveznih rezervah, ki je ustvaril centralni bančni sistem v obliki sistema zveznih rezerv. Za ureditev in razbijanje velikih poslovnih interesov, znanih kot skladi, sta bila sprejeta dva glavna zakona, zakon Zvezne trgovinske komisije in zakon Clayton o protitrustovskem pravu. Na razočaranje afriško-ameriških navijačev je Wilson nekaterim članom kabineta dovolil, da ločijo svoje oddelke. Po začetku prve svetovne vojne leta 1914 je Wilson ohranil nevtralno politiko med zavezniškimi silami in centralnimi silami. Na predsedniških volitvah v ZDA leta 1916 je z ozko razliko zmagal na volitvah in premagal republikanskega kandidata Charlesa Evansa Hughesa. 
V začetku leta 1917 je Wilsonov kongres zaprosil za napoved vojne Nemčiji potem, ko je uvedel politiko neomejenega podmorskega vojskovanja, in Kongres je to upošteval. Wilson je predsedoval mobilizaciji v vojnem času, vendar je večino svojih prizadevanj posvetil zunanjim zadevam in razvil Štirinajst točk kot osnovo za povojni mir. Potem ko je Nemčija novembra 1918 podpisala premirje, so Wilson in drugi zavezniški voditelji sodelovali na pariški mirovni konferenci, kjer se je Wilson zavzel za ustanovitev večstranske organizacije, na svojo "štirinajsto točko". Nastala Liga narodov je bila vključena v Versajsko pogodbo in druge pogodbe s poraženimi centralnimi silami, vendar Wilson pozneje ni mogel prepričati senata, naj ratificira to pogodbo ali ZDA dovoli vstop v ligo. Wilson je imel med konferenco bolezen, nekateri strokovnjaki pa menijo, da je bila vzrok španska gripa. Wilson je oktobra 1919 doživel hudo možgansko kap in je bil do konca mandata pogosto zelo bolan. Leta 1921 se je upokojil z javne funkcije in umrl leta 1924. Znanstveniki so Wilsona na splošno uvrstili med najboljše ameriške predsednike, čeprav je bil deležen močnih kritik, ker je podpornik rasne segregacije in prevlade belcev. 

## Zgodnje življenje
Thomas Woodrow Wilson se je rodil 28. decembra 1856 Stauntonu v Virginiji. Bil je sin očeta Joseph Ruggles Wilson in mame Janet Woodrow. Njegova družina je bila škotsko-irskega porekla in je prihajala s Severne Irske. Wilson je odraščal v mestu Augusta v državi Georgia in je vedno izjavljal, da je njegov najzgodnejši spomin napovedal, da je bil izvoljen Abraham Lincoln in da prihaja vojna;  Wilsonov oče in mati sta bila iz Ohaja, vendar sta sočustvovala z južnimi američani v ameriških državljanskih vojni. 
V svoji cerkvi so med ameriško državljansko vojno oskrbeli za ranjence konfederatov in izpustili sina, da je videl Jeffersona Davisa, ki je v lisicah paradiral med zmagovito vojsko Unije. Wilson se je vedno spominjal, da je "za trenutek stal ob strani generala Leeja in pogled v obraz". Ključna tema je, da je trpel zaradi disleksije, ga je Wilson sam naučil stenografije, da bi kompenziral svoje težave, in je zaradi odločitve v samodisciplini uspel akademsko, vendar ni mogel popolnoma premagati. 
Wilson je eno leto obiskoval Davidson College, nato pa je odšel na univerzo Princeton, kjer je leta 1879 diplomiral: bil je član študentskega združenja Phi Kappa Psi. Kasneje je eno leto študiral pravo na Univerzi v Virginiji. Po končani objavi disertacije, kongresne vlade, je leta 1886 doktoriral iz političnih ved na univerzi Johns Hopkins (gravura njegovih začetnikov je vedno vidna na spodnji strani mize na Oddelku za zgodovino). Pred izvolitvijo predsednika Baracka Obame, je bil Woodrow Wilson, edini predsednik ZDA, ki si je prislužil naziv zdravnika.

## Zasebno življenje
Wilson je Ellen Axson prvič spoznal v cerkvi: nekaj tednov pozneje jo je prosil za poroko. Nekaj mesecev kasneje, leta 1883 , jo je po naključju spet srečal na železniški postaji in bila je bolj dovzetna: poročila sta se 24. junija 1885 v Savani v Gruziji. Elen je močno podpirala Wilsonovo kariero in se naučila nemščine, da je lahko pomagala pri prevajanju politoloških del, ki so bila pomembna za Wilsonovo raziskavo. Wilson in Ellen sta imela tri hčerke, Margaret (rojeno leta 1886), Jessie (rojeno leta 1887) in Eleanor (rojeno leta 1889). Nobena od njiju še ni bila poročena, ko se je Wilson preselil v Belo hišo, vendar so se hitro spremenile: Jessie se je poročila s Francisom B. Sayrejem 25. novembra 1913 medtem, ko se je Eleanor 7. maja 1914 poročila z Williamom G. McAdoojem, sekretarjem zakladnice (tj. ministrom za finančne zadeve ZDA).
Potem, ko je Ellen Wilson 6. avgusta 1914 zaradi Brightjeve bolezni umrla, je Wilson padel v depresijo. Marca 1915 je Wilson na večerji v Beli hiši srečal Edith Bolling Galt. Z njo se je septembra istega leta zaročil in 18. decembra 1915 sta se poročila. Z svojo drugo ženo Wilson ni imel nobenih otrok. 

## Politična kariera
Wilson je bil od leta 1910 do 1911 predsednik Ameriškega združenja za politologijo. Z objavo svojih komentarjev o takratnih političnih vprašanjih si je prislužil nacionalni ugled in vse bolj začel kariero kot politik. Leta 1910 je prejel nepričakovano kandidaturo za mesto župana New Jerseyja, ki je voljno sprejel volitve in premagal republikansko kandidatko Vivian M. Lewis z več kot 80.000 glasovi razlike.

### Predsednik ZDA
Na predsedniških volitvah leta 1912 je Wilson kot član Demokratske stranke kandidiral za 28. predsednika Združenih držav Amerike. Njegova glavna nasprotnika, William Howard Taft in Theodore Roosevelt sta svoji stranki razdelila, zaradi česar je Wilson zmagal in postal nov ameriški predsednik.
Prva naloga, ki jo je Wilson kot predsednik naredil, je bila leta 1913, ko je po finančni krizi uvedel sistem zveznih rezerv. Poslovne banke so želele zaščito, strukturo in pomoč v obliki samoregulacije. Wilson je želel, da zvezna vlada nadzoruje prestolnico. Dosežen je bil kompromis, rezultat pa je bil sistem dvanajstih regionalnih bank zveznih rezerv, ki bi jih banke v tej regiji vodile same. V nasprotju s tem bi sedem članov splošnega sveta županov imenoval predsednik. Poleg tega bi župani prejemali štirinajstletni mandat, da bi zagotovili neodvisnost.
Wilsonovi volivci so bili razočarani, ker je Wilson nadaljeval in razširil politiko rasne segregacije. V svoj kabinet je vključil segregacioniste, dovolil je, da so temnopolti javni uslužbenci ločeni od belcev na ministrstvih, in to politiko zagovarjal kot racionalen znanstveni način zmanjševanja družbenih trenj (pismo julija 1913 Oswaldu Garrisonu Villardu ).
10. oktobra 1913 je Wilson iz Bele hiše poslal signal po telegrafu, ki je sprožil eksplozijo, ki je uničil Gamboa nasipa. Ta je poplavila reko Culebra, s čimer sta bila Atlantski in Tihi Ocean preko Panamskega prekopa povezana. 
Splošna volilna pravica je bila ena od tistih, s katerimi se je moral Wilson ukvarjati v času svojega predsedovanja. Wilson je bil sicer napreden politik in zagovornik splošnega volilnega prava, vendar se je glede tega soočil z močnim nasprotovanjem. Poleg tega je kmalu po njegovi izvolitvi za predsednika, izbruhnil začetek prve svetovne vojne. 
Wilsonov cilj med vojno je bil, da Amerika ne bo vstopila v vojno. Sprva je Wilsonu uspelo držati Ameriko izven vojne, čeprav je podpiral Veliko Britanijo in Francijo, ki sta bila takrat že močno v vojni. Vendar je bilo med vojno ameriško gospodarstvo tesno povezano z gospodarstvom atentanih držav. Poleg tega so nemške U-podmornice na morju napadle in potopile veliko britanskih potniških ladij, na katerih je tudi umrlo veliko Američanov. Vendar se je verjelo, da bo tudi Amerika čez nekaj časa vstopila v vojno. Maja 1915 je nemška podmornica U-20 torpedirala in potopila britansko potniško ladjo RMS Lusitanio, na kateri je med potopom umrlo 128 Američanov. Dogodek je v Ameriki povzročil veliko ogorčenje nad Nemčijo. Wilson ni hotel takoj napovedati vojne, ampak je v Nemčijo poslal telegram in s tem opozoril, da se mora Nemčija opravičiti za napad na Lusitanio in plačati odškodnino svojcem ameriškim žrtvam ter obljubiti, da se bo v prihodnje izognila takšnim napadom. Dal je tudi Nemčiji vedeti, da če bo še naprej napadala trgovske ladje in ogrožene ameriške interese, bo Amerika morala vstopiti v vojno. 

Kljub temu Wilson ni pozabil na potop Lusitanie. Dneve po napadu je bil zaprt vase in si sploh ni mogel misliti, da so Nemci kaj takega lahko povzročili. Takoj se je zaprl v svojo sobo in ni pustil nikogar k sebi. Pozneje je neopažen odšel na ulico in sam hodil po mestu z povešeno glavo. Čez dve uri se je vrnil v belo hišo in izjavil:  
"Globoko sem užaljen nad strašno katastrofo. Toda navaja me mir, ki je potreben ob takih trenutkih. Jaz vem, da moji ljudje zahtevajo, da skrbno in odločno delujem. Naredil bom vse v korist in spoštovanje ameriškega naroda." 
Wilsonova nevtralna politika je privedla do njegove ponovne izvolitve leta 1916, ko je na volitvah premagal svojega glavnega nasprotnika Charlesa Evansa Hughesa. Na prelomu iz leta 1916 na 1917 je pritisk za sodelovanje v vojni močno naraščal. Januarja 1917 so Nemci sporočili, da bo Nemčija znova vodila svojo podmorniško kampanjo in napadla vsako ladjo, za katero bo mislila, da je sovražna. Februarja 1917 so angleški vohuni prestregli nemško ponudbo, ki je ponujala zavezništvo Mehiki, v zameno pa naj bi Mehika po zmagi Nemčije dobila ameriško ozemlje. Vse to je predsednika Wilsona in druge ogorčene Američane močno razjezilo. 4. februarja 1917 je Wilson v ameriškem kongresu napovedoval prekinitev uradnih odnosov z Nemčijo, 6. aprila 1917 pa je ameriški kongres, pod Wilsonovim dovoljenjem, Nemčiji napovedal vojno. V Evropo je bilo pripeljanih na tisoče ameriških vojakov, zgodaj spomladi pa kar 2 milijona vojakov. Decembra 1917 so napovedali vojno še Avstro-Ogrski. S tem so bile ZDA odločilne v korist zahodnih zaveznikov; Rusko cesarstvo je medtem propadlo in sklenilo ločen mir z Nemčijo.  
8. januarja 1918 je Wilson izdal svojih znamenitih Štirinajst točk, v katerih je med drugimi zavzemal za zvezo države, pravico do samoodločbe narodov in organizacijo, ki je zagotovila ozemeljsko nedotakljivost in politično neodvisnost velikih v majhnih državah. Dan pozneje, 9. januarja je Wilson podpisal 19. amandma k ameriški ustavi. Navedel je, da bo obstajala splošna volilna pravica, tudi za ženske. Prej je Wilson temu amandmaju nasprotoval, ker je bila njegova stranka glede tega razdeljena. Dopolnitev je začela veljati avgusta 1920, potem ko so jo ratificirali kongres in dve tretjini držav. 
Po koncu vojne novembra 1918, ko je Nemčija zadnja podpisala premirje, je Wilson v začetku leta 1919 odšel v Pariz na mirovno konferenco, kjer je prispeval svojih štirinajst točk k mirovnemu pogajanju. Predlog o ustanovitvi zavezništva držav (Društvo narodov) je bil vključen v Versajsko mirovno pogodbo, vendar je bilo več drugih točk bodisi umorna bodisi ni bilo uresničena v celoti.
Wilson je bil na obisku v Belgiji 18. in 19. junija 1919. Ta obisk Woodrowa Wilsona v Belgiji je bil prvi obisk ameriškega predsednika v Belgiji. Svoj mandat je Wilson končal marca 1921.

## Poznejše življenje
Po koncu svojega drugega mandata leta 1921 je Wilson premišljeval, da bi kandidiral še za tretji mandat, vendar se je premislil in se po koncu mandata upokojil. Po odhodu iz Bele Hiše sta se Wilson in njegova žena preselila v mestno hišo v predelu Kalorama v Washingtonu, DC. Wilson je še naprej sledil politiki, vendar se je v javnosti bolj malo pojavljal. 
Leta 1921 je Wilson odprl odvetniško pisarno z nekdanjim državnim sekretarjem Bainbridgeom Colbyjem, vendar se drugi Wilsonov poskus odvetništva ni izkazal za nič bolj uspešnega kot prvi, in praksa je bila zaključena do konca leta 1922. Wilson je doživel več uspeha z vrnitvijo na objavil kratka dela o mednarodnem vplivu ameriške revolucije in vzponu totalitarizma. Odklonil je pisanje spominov, vendar se je pogosto srečeval z Rayom Stannardom Bakerjem, ki je napisal tridimenzionalno biografijo Wilsona, ki je bila objavljena leta 1922. Avgusta 1923 se je Wilson udeležil pogreba svojega naslednika Warrena Hardinga. 10. novembra 1923 je Wilson opravil svoj zadnji državni nagovor in iz knjižnice svojega doma izvedel kratek radijski govor ob dnevu premirja.

## Smrt
Konec septembra 1919 se je Wilson zaradi poslabšanja zdravja umaknil v belo hišo. 2. oktobra 1919 je Wilson doživel hudo možgansko kap, zaradi česar se pozneje raje ni odločil za kandidiranje še tretjega mandata. Tedne je ležal v postelji in bil ločen od vseh, le od žene in zdravnika Caryja Graysona. Po odhodu iz bele hiše se Wilsonovo zdravje ni bistveno izboljšalo: njegova leva roka in leva noga sta bili ohromljeni in pogosto je imel težave s prebavili. Njegovo zdravje se je čez cel januar 1924 močno poslabšalo in 3. februarja 1924 je Woodrow Wilson umrl, star 67 let. Pokopan je bil v sarkofagu v Washingtonskem narodnem katedralu in je edini ameriški predsednik, ki je pokopan v glavnem mestu države.